# Порна
По̀рна (на гръцки: Γάζωρος, Газорос, до 1926 година Πόρνα, Порна) е село в Република Гърция, дем Зиляхово, област Централна Македония.

## География
Селото е в историко-географската област Зъхна, в източната част Сярското поле, в южното подножие на планината Сминица (Меникио). От демовия център Зиляхово (Неа Зихни) е отдалечено на около 6 километра в западна посока.
В селото се намира Писпилевата воденица, обявена за защитен културен паметник.

## История

### Етимология
Според Йордан Н. Иванов името вероятно е от пор и наставка -на, подобно на Горна и Долна Мел-на, Клепуш-на.

### Античност
В античността на хълма Агиос Георгиос край Порна е бил разположен античният град Газорос, център на Петоградието (Пендаполис). Градът е бил селище на едоните и бил известен със своя храм на Артемида, известна с епонима Газорска. Градът съществува до Ранното средновековие и вероятно е бил изоставен с разрушителните набези между V и VII на готи, хуни, славяни.

### В Османската империя
В периода 1338 – 1353 година има споменавания на село Порина̀ (Πορηνά или Πορινά)..
Църквата „Свети Пантелеймон“ е от 1851 година. Гръцка статистика от 1866 година показва Порна (Πόρνα) като село с 500 жители гърци и 200 турци.
В „Етнография на вилаетите Адрианопол, Монастир и Салоника“, издадена в Константинопол в 1878 година и отразяваща статистиката на населението от 1873 Порна (Porna) е посочено като село с 50 домакинства и 36 жители мюсюлмани и 114 или 170 власи. В 1889 година Стефан Веркович („Топографическо-этнографическій очеркъ Македоніи“) отбелязва Порна като село със 78 гагаузки и 25 турски къщи.
В края на ΧΙΧ век през селото минава Васил Кънчов и пише: „Порна е обкичена с дървета. Планината се съживява. То е в края на една долина, която се разширява към езерото. Продължава на запад. Срещнахме остатъци от стар и успоредно с него нов калдъръм“. Към 1900 година според статистиката на Кънчов („Македония. Етнография и статистика“) в селото живеят 630 души, от които 180 турци и 450 турци християни.
По данни на секретаря на Българската екзархия Димитър Мишев („La Macédoine et sa Population Chrétienne“) през 1905 година в Порна (Porna) има 400 гърци.

### В Гърция
След Междусъюзническата война в 1913 година селото попада в Гърция. В него са настанени гърци бежанци. Според преброяването от 1928 година паланката е със смесено местно-бежанско население с 97 бежански семейства с 382 души. В 1926 година селото е прекръстено на Газорос. В него се заселват голяма част от останалите в Клепушна българи гъркомани.
| Име     | Име      | Ново име              | Ново име               | Описание               |
| ------- | -------- | --------------------- | ---------------------- | ---------------------- |
| Домуз   | Ντομούς  | Хирос                 | Χοίρος                 | местност на С от Порна |
| Рамадан | Ραμαντάν | Рема Агиу Христофориу | Ρέμα Άγίου Χριστόφορου | река на З от Порна     |
| Бунар   | Μπουνάρ  | Рема Газору           | Ρέμα Γαζώρου           | Порненската река       |

## Преброявания
- 2001 година – 1666 души
- 2011 година – 1315 души